# Troféu Teresa Herrera de 1959
O Troféu Teresa Herrera de 1959 foi a décima quarta edição do Troféu Teresa Herrera, disputado no mês de junho de 1959, na cidade da Corunha, Espanha.
O Santos FC sagrou-se campeão desta edição.

## História
Em sua primeira excursão à Europa, o Santos FC, que contava com o astro Pelé e Zito, ambos titulares do Brasil um ano antes, na conquista da Copa da Suécia, participou de vários amistosos e torneios. Neste torneio, o time enfrentou o também brasileiro Botafogo, que tinha craques como Garrincha, Nilton Santos, Didi e Zagallo.
Na decisão, o Santos FC venceu o Botafogo por 4x1, com 45 mil torcedores que superlotaram o Estádio Riazor, em La Coruña, e aplaudiram de pé os 15 minutos finais da partida. A Taça Teresa Herrera foi entregue pelo Alcaide de Coruña, Sr. Sérgio Panamaria, ao capitão santista Zito, e o time paulista deu a volta olímpica pelo campo, sendo bastante aplaudido.
O Santos FC deveria enfrentar também na disputa do troféu a equipe do Milan da Itália, mas o clube italiano alegando que tinha vários jogadores lesionados não quis enfrentar o time da Vila Belmiro.

## Participantes
- Botafogo de Futebol e Regatas
- Santos Futebol Clube
- Associazione Calcio Milan (desistente)

## Partidas[1][3][4]
| 21 de junho de 1959 | Botafogo FR | 1-4 | Santos FC                              | Estádio Municipal de Riazor, La Coruña, Espanha |
|                     | 69' Zagallo |     | 39' 79' Pepe · 61' Pelé · 67' Coutinho | Público: 40,000 Árbitro: Blanco Perez           |

| Troféu Teresa Herrera de 1959 |
| Brasil                        |
| ----------------------------- |
| SANTOS FC Campeão (1º título) |